# Jeugdgezondheidszorg
Jeugdgezondheidszorg (JGZ) is een vorm van preventieve gezondheidszorg voor kinderen en jongeren.

## België
In België wordt de jeugdgezondheidszorg voornamelijk toegepast in de verschillende Centra voor Leerlingenbegeleiding en consultatiebureaus van Kind en Gezin.

## Nederland
In Nederland wordt jeugdgezondheidszorg met name aangeboden door GGD'en en CJGs. De meeste zorg vindt plaats tussen de leeftijd van 0 tot 18 jaar, maar verschillende taken vinden al voor de geboorte plaats, zoals het prenataal huisbezoek en de maternale kinkhoest vaccinatie. Sommige gemeenten kiezen er ook voor jeugdgezondheidszorg tot na 18 jaar aan te bieden. Doorgaans wordt in de vorm van contactmomenten gekeken naar de fysieke, sociale, psychische en cognitieve ontwikkeling van kinderen. Sommige contacten vinden plaats op vastgestelde leeftijden, maar zo nodig kan altijd een beroep worden gedaan op de jeugdgezondheidszorg (bijvoorbeeld wanneer er sprake is van schooluitval door ziekteverzuim). Wanneer er signalen zijn dat de gezondheid van een kind of jongere wordt bedreigd, dan helpt de jeugdgezondheidszorg ondersteuning te vinden of verwijst naar medische zorg. Het consultatiebureau is onderdeel van de jeugdgezondheidszorg. Er werken verschillende disciplines in de jeugdgezondheidszorg, waaronder de jeugdarts, jeugdverpleegkundige en de doktersassistent, maar soms ook logopedisten, psychologen, gedragswetenschappers of pedagogen.
Het Nederlands Centrum Jeugdgezondheid (NCJ) is het kennis- en innovatiecentrum voor de jeugdgezondheidszorg in Nederland. Zij verbinden partijen, delen kennis en beheren de richtlijnen die in de jeugdgezondheidszorg gebruikt worden.
Sinds 1 januari 2016 valt de jeugdgezondheidszorg onder de Jeugdwet. Dit houdt in dat de verantwoordelijkheid van het uitvoeren van de taken bij de gemeenten ligt.